# 對三民主義觀點與評價
三民主義為中華民國國父與中華人民共和國革命先行者孫中山所提出之政治主張，因此發表以後，雖名列中華民國憲法第一條內容，但亦招來不同年代與各國各方不同之見解與評價。

## 中華民國政府觀點
為了提倡三民主義，中華民國政府早期在臺灣各大專院校普設三民主義研究所，畢業生多從事高中三民主義教師或是大專院校共同科中華民國憲法教師等職，而三民主義也是大學聯考必考科目之一，然而隨著民主化的開展，各大學為了學術專業以及學生出路考量，三民主義研究所紛紛改名，如國立台灣大學、國立政治大學的三民主義研究所均改名為國家發展研究所，國立臺灣師範大學的三民主義研究所則改名為政治學研究所，私立中國文化大學則改名為中山及中國大陸研究所等，至今台灣全國各大學已無名為「三民主義研究所」者。中国国民党将三民主义视为該党指导思想，該黨籍已故總統蔣中正亦曾著有「民生主義育樂兩篇補述」一書，針對三民主義所闕漏之育樂問題，以其觀點作一補充陳述。

## 中華人民共和國觀點
官方將三民主義寫入教材，重点提到辛亥革命和蔣中正執政時期。但中華人民共和國認為國民黨政府完全背叛了三民主義，對少數民族施行壓迫和同化政策，主張歷史重任落在了中國共產黨肩上。
2003年2月18日中共中央總書記胡錦濤上台後在中共中央黨校提出“新三民主義”：“權為民所用，利為民所謀，情為民所繫”。

## 反马克思主义
吴相湘认为，孙中山虽然发表过“民生主义就是社会主义，又名共产主义”等言论，但每次讲話的场合，都是為息止聯俄容共以後黨內的國共之爭。:1679且民生主义和共产主义在事实上存在区别，如马克思主义主张消灭私有制，而民生主义不反对私有制，仅反对垄断造成的贫富悬殊。:1679孙中山在未发表的三民主義讲稿修订本中，将“民生主义就是社会主义，又名共产主义”改為「民生主義就是用來替代社會主義，又是用來包括社會主義中一切問題的」，表明孙以為民生主义比社會主義及共產主義更為進步，而不是與其相同的。:1650
杨天石认为，孙中山批判资本主义，但不视其为必须被消灭的对象，也不视其与社会主义无法相容，反而主张调和两者，把两者相互借鉴。孙中山尽管说过俄国革命与三民主义“暗中相合”，但孙所指的是“新经济政策”，而非共产主义。孙中山曾表示：“俄国政府两年前实行的政策，其原则与方针与我政府是完全不同的。但是俄国政府的现行政策——新经济政策，其主要点与应在中国实行的我的《建国方略》如出一辙。”孙中山发现，资本主义有自我调节、发展的功能，有改善工人生活的能力，民生主义是有鉴于此的改良主义。
著名学者余英时认为，孫文的民生主義決不是馬克思的社會主義或共產主義，這在《民生主義》第一講中已有明白的交代。孫文說西方的社會主義有五十七種，又說馬克思是「社會病理學家」而非「社會生理學家」。歸結孫文何以會說「民生主義就是社會主義，又名共產主義」，余英時說這有其歷史背景：第一是當時孫文正採取「聯俄容共」以改組國民黨的新政策，他說民生主義即是社會主義或共產主義，顯然是政治策略的一種運用；第二更重要的是，孫文這種說法正是要使當時的中國共產黨失去存在的理論根據。孫文深信他的民生主義足以消融共產主義於無形，故孫文關於民生主義的新詮釋是針對著中國共產黨而發的。
共产国际在它第六次代表大会通过的《共产国际纲领》中批判三民主义“是小资产阶级民粹主义‘社会主义’的意识形态。”认为“在‘三民主义’（民族主义、民权主义、民生主义）学说中，人民这个概念掩盖了阶级这个概念；社会主义不是特殊的阶级代表即无产阶级所实现的特种生产方式，而是一种非特定的社会福利；同时没有把反对帝国主义的斗争同国内阶级斗争的发展远景联系起来。”

## 社会民主主义色彩
1911年12月，中国社会党主席江亢虎表示：“先生夙昔揭橥民族、民权、民生三主义。今民族事业，大功垂蒇矣。而民权甫奠基础，民生犹待设施。先生对此两主义之主张，于本党宗旨多不谋而同。至谓平均地权，必宜专征地税，尤与党纲欣合无间。”
1925年，孙中山逝世，日本《大阪朝日新闻》评价：“距今二十年前，能以社会民主主义之新思想改造国家社会者，舍孙氏外无第二人。其在东洋之天地间，更有几人？中国先觉者之荣冠，自不得不让诸孙氏独戴矣。”
1945年，英国保守党无法解决战后经济问题，被选民抛弃，工党上台执政。傅斯年分析指出：尽管工党主张矿产国有、交通国有、土地国营、银行国营，“毫不含糊的是一個溫和社會主義制度”，然而“工黨的社會主義，是不革命性的，因為工黨是個憲政黨，不是革命黨。而且其本身最大力量出自工團，在各種社會主義中最富有保守性，這是使英國工黨永不會與英國共產黨合作的，雖然後者屢次要求入黨。”由此联系到中國，便说：「國父中山先生之民生主義，實在是溫和的、合於中國現狀的社會主義。中英國情不同，他們當前要解決的問題是工業，我們要解決的問題是農民，問題雖不同，而其為溫和的社會主義的方案則同。」并感叹道：「我平生的理想國，是社會主義與自由並發達的國土。有社會主義而無自由，我住不下去；有自由而無社會主義，我也不要住。」
周陽山指出，匈牙利社會黨改革的方向，乃是在資本主義與社會主義之間，找尋一條「第三道路」，亦即一條中道的路線。這與孫中山當年提出民生主義，又堅持民主原則的民權主義立場，儘管內容不盡相符，但基本道路卻是若合符節的。
姜新立認為，東歐和前蘇聯，都取消了共產主義的中央指令性計畫經濟及社會主義公有制，轉向市場經濟，並允許公有制、私有制並存，與孫中山的民生主義非常接近。
葛永光說，社會主義轉型成溫和的社會民主主義，資本主義也朝中間邁進，似乎大家都在朝「中間路線」前進。三民主義原本就是嘗試在資本主義與社會主義之間，走出一條「中間路線」。
朱言明認為民生主義就是社會主義。今日所謂的「第三條路」，即孫中山的三民主義，「民族平等、政治民主、經濟自由」當為二十一世紀人類奮鬥的目標。
黃城也认为，資本主義與社會主義在二十世紀發生巧妙的「資本主義向左轉」，以及「社會主義向右轉」之現象。海峽兩岸迄今為止，還是搖擺在資本主義、社會主義的兩端，而忘卻孫中山早已提出民生主義的道路，十分令人遺憾。
王振寰指出，所謂第三條路的討論，不是社會主義也非市場資本主義，而是中間路線，使人想到孫中山的三民主義，其主张涉及國計民生的產業應該收歸國有，因為它涉及廣大的民眾和社會生活，而其餘的則讓給私人經營的想法。從這點上，三民主義正是現今「第三條路」的原始版本。
李英明認為，孫中山所設計的國家角色，是要以國家和市場那隻看不見的手做有機的結合。社會主義在民生主義中是作為體現國家維繫管制市場的政策、手段而存在的，社會主義與市場是可以有機的結合在一起的。
中国社会民主党主席刘国凯认为，孙中山的三民主義即“中國版的社會民主主義”。著名民运人士杨天水总结说：“中山主義，具有資本主義的性質，但是避免了自由競爭時代資本主義的缺點；也具有社會主義的性質，但是拒絕了社會主義思潮中的真正的空想派的馬列主義的一黨專政和公有制的危害無窮的思路。可以說，中山主義是一種民主社會主義。”学者王炯華指出：“同盟會成立前夕，孫中山已具有明顯的社會民主主義傾向。”《民报》成立后更揭橥其民生主义大旗，就土地问题与梁启超展开论战。“中國國民黨之社會民主黨性質尤其體現其在台灣的實踐”，“中國國民黨在台灣還實行節制資本的既定方針，著力發展中小企業，注意防止貧富懸殊；注意勞動保護和醫療、救濟等社會福利事業。”

## 福利国家思想
2003年8月，以关怀弱势族群，诉求社会公平正义而成立的「泛紫」联盟，其召集人简锡堦强调宪法「确保人民的生存权与社会权」的重要性。他说：「在目前的宪法中，继承了孙文学说中倾向社会主义的部份遗产，包括平均地权、节制资本、公用事业国家专营、实施社会保险制度、推行卫生保健与公医制度、推行义务教育等等。但眼前政府的政策却是背道而驰，有违宪之嫌。」
中央研究院院士许倬云認為，「中国国民党最有价值的『党产』，乃是孙中山先生的三民主义。其中民生主义部分，尤为孙氏超越时代的卓见；社会福利国家尚未出现之时，孙氏已提出了以国家公权力，推行社会福利。」